# Nephrotoma saghaliensis
Nephrotoma saghaliensis är en tvåvingeart som beskrevs av Alexander 1925. Nephrotoma saghaliensis ingår i släktet Nephrotoma och familjen storharkrankar. Inga underarter finns listade i Catalogue of Life.